# Gilberto Ribeiro Gonçalves
Gilberto Ribeiro Gonçalves (Andradina, 1980. szeptember 13. –) brazil válogatott labdarúgó.
A brazil válogatott tagjaként részt vett a 2003-as konföderációs kupán.

## Statisztika
| Brazil válogatott | Brazil válogatott | Brazil válogatott |
| Időszak           | Mérk.             | gól               |
| ----------------- | ----------------- | ----------------- |
| 2003              | 4                 | 1                 |
| Összesen          | 4                 | 1                 |